# Обиходівка
Обихо́дівка — село в Україні, у Коростенському районі Житомирської області.
Населення становить 0 осіб.

## Географія
У селі річка Брочівка впадає у Олешню, праву притоку Ужу.

## Історія
У 1906 році село Татариновицької волості Овруцького повіту Волинської губернії. Відстань від повітового міста 33 верст, від волості 6. Дворів 4, мешканців 23.